# Zdzisław Morawski (poeta)
Zdzisław Morawski (ur. 6 września 1926 w Białych Błotach, zm. 28 października 1992 w Gorzowie Wielkopolskim) – funkcjonariusz aparatu bezpieczeństwa, członek i działacz partii komunistycznych w PRL (PPR i PZPR), działacz społeczny i kulturalny, poeta i prozaik.

## Życiorys
Wychował się w środowisku lewicowym. Podczas wojny pracował m.in. w Poznaniu, Berlinie i Bielawie jednak nie jest pewne, czy były to roboty przymusowe. W latach 1946–1957 posługiwał się nieprawdziwą datą urodzenia (6 czerwca 1925) jednak nie wiadomo jaka była tego przyczyna. Po zakończeniu wojny w maju 1945 wrócił do rodzinnego Aleksandrowa Kujawskiego, wstąpił do PPR oraz złożył podanie o przyjęcie do pracy w Urzędzie Bezpieczeństwa. Od czerwca 1945 pełnił służbę w Powiatowym Urzędzie Bezpieczeństwa Publicznego w Szubinie (od marca 1946 w stopniu sierżanta), a od września 1946 w Powiatowym Urzędzie Bezpieczeństwa Publicznego w Nowym Mieście Lubawskim. W roku 1946 został odznaczony Brązowym Krzyżem Zasługi. Z powodu nadużycia alkoholu oraz oskarżenia o okradzenie więźnia został zwolniony ze służby w aparacie bezpieczeństwa w kwietniu 1947 i aresztowany. Sprawa kradzieży została umorzona  na mocy amnestii z 22 lutego 1947. Po zwolnieniu z aresztu w lipcu 1947 udał się do Wrocławia, gdzie podjął pracę w fabryce konfekcyjnej oraz trafił na kilkumiesięczne przeszkolenie do wojewódzkiej szkoły przygotowującej kadry dla PPR. Po ukończeniu tego przeszkolenia w grudniu 1947 przyjechał do Gorzowa Wielkopolskiego. Od początku 1948 roku był aktywny w gorzowskich strukturach PPR, najpierw jako instruktor, a następnie od czerwca 1948 jako II sekretarz Komitetu Miejskiego PPR. Brał aktywny udział w likwidacji przedsiębiorczości prywatnej na terenie Gorzowa w ramach bitwy o handel. Brał czynny udział w usuwaniu na masową skalę z PPR oraz z kierowniczych stanowisk w urzędach i instytucjach „niepewnych” osób. Ofiarą tych czystek był między innymi pierwszy powojenny starosta gorzowski, późniejszy wicewojewoda poznański Florian Kroenke i jego współpracownicy. W lutym 1949, decyzją władz wojewódzkich, Zdzisław Morawski objął stanowisko II sekretarza Komitetu Powiatowego PZPR w Świebodzinie. Od października 1949 do lipca 1950 odbył roczny kurs w Centralnej Szkole Partyjnej PZPR w Łodzi. Po ukończeniu tego kursu został skierowany do pracy w KC PZPR. W czasie pobytu w Warszawie skomplikowała się jego sytuacja rodzinna. Kłótnie z żoną, skargi żony na męża w KC oraz odkrycie okoliczności odejścia z pracy w SB spowodowały, że latem 1951 został zwolniony z pracy w KC i skierowany do pracy w CRZZ, najpierw w Szczecinie, później w Czerwieńsku. Równolegle do pracy w CRZZ odbył w latach 1952–1953 zaoczne eksternistyczne studia materializmu dialektycznego w Wyższej Szkole Nauk Społecznych przy KC PZPR. W 1953 został przeniesiony do pracy w jednostkach państwowych Miejskiego Handlu Detalicznego. Będąc dyrektorem MHD w Pruszkowie 1954 został aresztowany pod zarzutem nielegalnego zakupu kapusty od prywatnego dostawcy. Odebrano mu legitymację PZPR. Po kilku miesiącach został zwolniony z aresztu, nie mógł dostać pracy i szukał pomocy u byłych kolegów z Komitetu Centralnego. Tam usłyszał sugestię, że w jego sytuacji, aby się zresocjalizować, powinien podjąć pracę w kopalni lub kamieniołomie. Wybrał pracę w kamieniołomach w Gębczycach. Tam, już w 8. dniu pracy, uległ wypadkowi i stracił nogę.
Po leczeniu wrócił do Gorzowa w 1956, otrzymał rentę inwalidzką, został rehabilitowany, odzyskał legitymację partyjną i  należał do PZPR aż do jej rozwiązania w 1990. Był działaczem partyjnym, członkiem Plenum Komitetu Miasta i Powiatu PZPR. W 1971 został delegatem na VI Zjazd PZPR. 
Po powrocie do Gorzowa Wlkp. rozpoczął nowy okres w swoim życiu – twórcy poezji i prozy. Debiutował trzema wierszami w 1957 w Nowych Sygnałach. W 1958 zdobył III nagrodę w konkursie Związku Literatów Polskich. W 1961 był członkiem założycielem oddziału ZLP w Zielonej Górze, którego w latach 1981–1983 był prezesem. Był członkiem Komisji Rewizyjnej Zarządu Głównego ZLP. Działał społecznie, uczestniczył w inicjatywach kulturalnych i społecznych: był współorganizatorem i sekretarzem Lubuskiego Towarzystwa Kultury w Zielonej Górze, działał w Gorzowskim Towarzystwie Społeczno-Kulturalnym i Gorzowskim Towarzystwie Kultury, był członkiem redakcji dwutygodnika Nadodrze, współpracował z Ziemią Gorzowską. Pod koniec życia zainicjował powołanie pisma „Die Fähre/Prom” i organów jej wydających: Polsko-Niemieckiego Biura Literackiego i Stowarzyszenia Literackiego „Prom”. Pierwszy numer pisma ukazał się po jego śmierci.
Zmarł 28 października 1992. Pochowany został na gorzowskim cmentarzu (4B/1/4), ma tablicę w Alei Zasłużonych Twórców Kultury na Starym Rynku w Gorzowie Wlkp.

## Twórczość
Zbiory wierszy:
- „Pejzaż myśli”, Poznań 1959;
- „Graniowe powietrze”, Zielona Góra 1963;
- „Konopne sploty”, Zielona Góra 1985;
- „Płaskorzeźby”, Katowice 1965;
- „Rejs przez ciche źródła”, Zielona Góra 1970;
- „Obecność”, Katowice 1974;
- „Relief z betonu”, Zielona Góra 1977;
- „Wektory”, Katowice 1979;
- „Strofy o dzierżawie” Gorzów 1982;
- Słowa w drewnie i kamieniu” Gorzów 1987;
- „Pieśń moich rzeczy” Gorzów 1990;
- „Spadkobiercom (Przyjaciołom)”, Gorzów 1993;
- „Kassja” Gorzów 1993;
- „Zagrajmy w szachy”, po polsku i po niemiecku, Gorzów 1995;
- „Dwa poematy”, Gorzów 1995;
- „Odrą pisane” Gorzów 2004.

Powieści:
- „Kwartał bohaterów”, Łódź 1965;
- „Nie słuchajcie Alojzego kotwy”, Warszawa 1979;
- „Klątwą na stacji Krzyż” niedokończona, publikowana na łamach „Ziemi Gorzowskiej” w 1988 r.

Wystawione utwory dramatyczne:
- „Pejzaż otwarty” – widowisko poetyckie, Gorzów 1964;
- „Wilcze doły”, Gorzów 1968;
- „Baśń o zaczarowanym chlebie”, sztuka dla dzieci, Gorzów 1970;
- „Maria Preta, czyli Życie nie znosi żałoby”, Gdańsk 1971;
- „Żarty moich dni”, Gorzów 1971;
- „Technik księstwa Donderów”, Zielona Góra 1974;
- „Rzymska łaźnia” Łódź 1977.

Zrealizowane słuchowiska radiowe:
- „Baśń o zaczarowanym chlebie”, Zielona Góra 1970;
- „Przewoźnik”, Zielona Góra 1971;
- „Kominiarz”, Zielona Góra 1972;
- „Opowieść wieczoru”, Zielona Góra 1974;
- „Dzień teścia”, Zielona Góra 1974;
- „Zegary”, Zielona Góra 1976;
- „Ćwiczenia w kwartecie”, Szczecin 1980.

Przekłady:
- Włodzimierz Gordijew, Ciche liryki”, Gorzów 1989.

Jego utwory były tłumaczone na język rosyjski, niemiecki, serbski i gruziński.

## Odznaczenia i nagrody
W czasach PRL był odznaczony m.in.: Krzyżem Kawalerskim Orderu Odrodzenia Polski oraz Złotym  i Srebrnym Krzyżem Zasługi. Według był to Brązowy Krzyż Zasługi.
Otrzymał nagrody: 
- Kulturalną Miasta Gorzowa (1968),
- Gorzowskiego Towarzystwa Społeczno-Kulturalnego (1975),
- Nagrodę Wojewody Gorzowskiego (1980),
- Lubuską Nagrodę Kulturalną (1970),
- Tygodnika „Nadodrze” (1985),
- Lubuski Wawrzyn Literacki (2013 pośmiertnie).